# MAN F7, F8 en F9

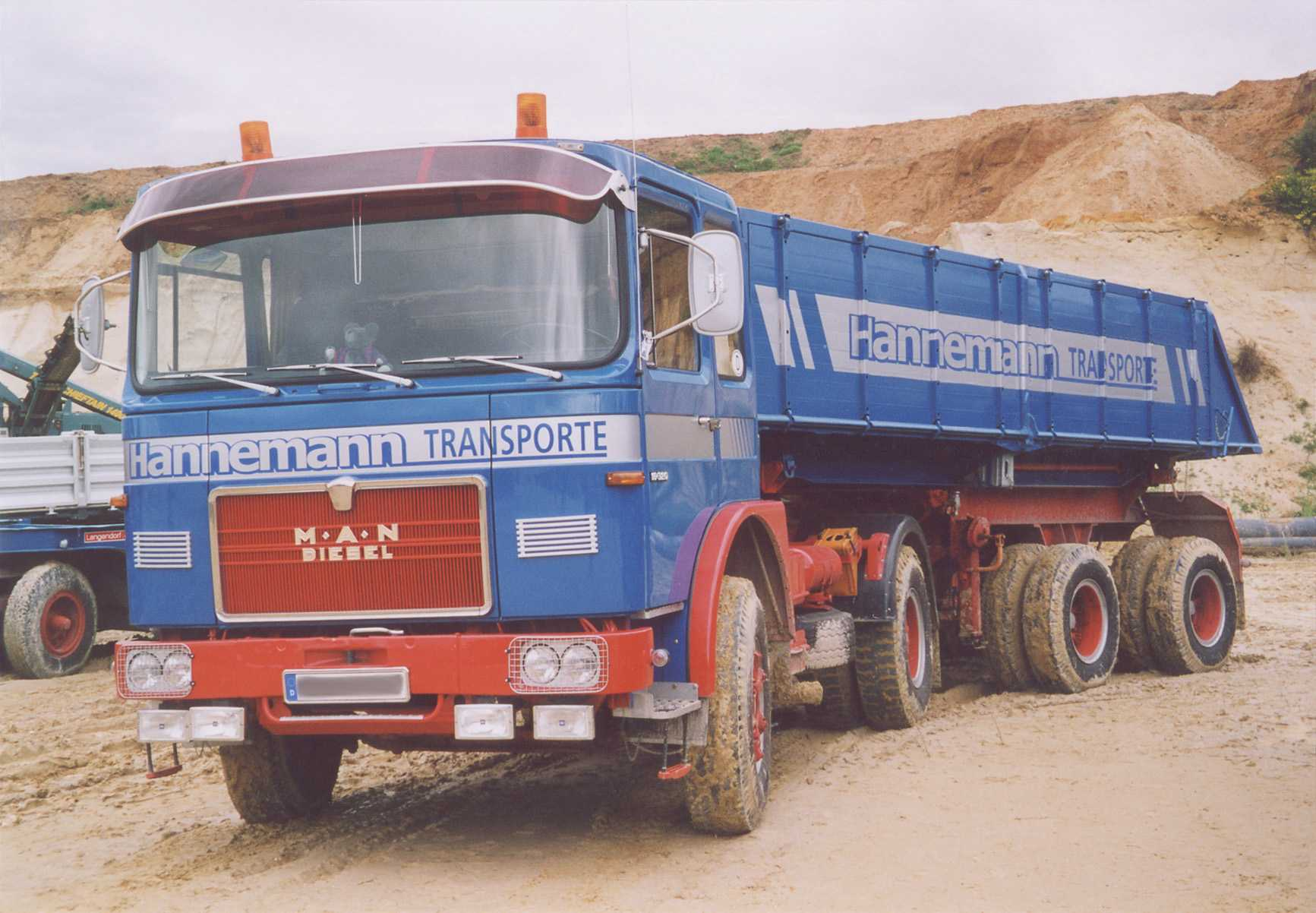
MAN F7

De MAN F7, F8 en F9 waren een serie vrachtwagens van de Duitse vrachtwagenfabrikant MAN.
Geïntroduceerd in 1967, had de serie een compleet nieuwe cabine dat MAN van Saviem inkocht (in ruil kreeg Saviem de relatief sterke motoren van MAN).
Opvolger werd de MAN F90, hoewel nog lang na de introductie van de F90 speciale versies van de F9, voornamelijk met ondervloermotor in productie bleven.

## F7 | 1967-1975
De F7 was een volledig nieuwe serie "frontstuur"-vrachtwagens - vrachtwagens waarvan de cabine op de voorwielen staat en de motor onder de cabine is aangebracht. Het model stond in die tijd bekend als een relatief stille en comfortabele cabine gecombineerd met motoren die relatief weinig verbruik hadden, gecombineerd met een relatief hoog vermogen.

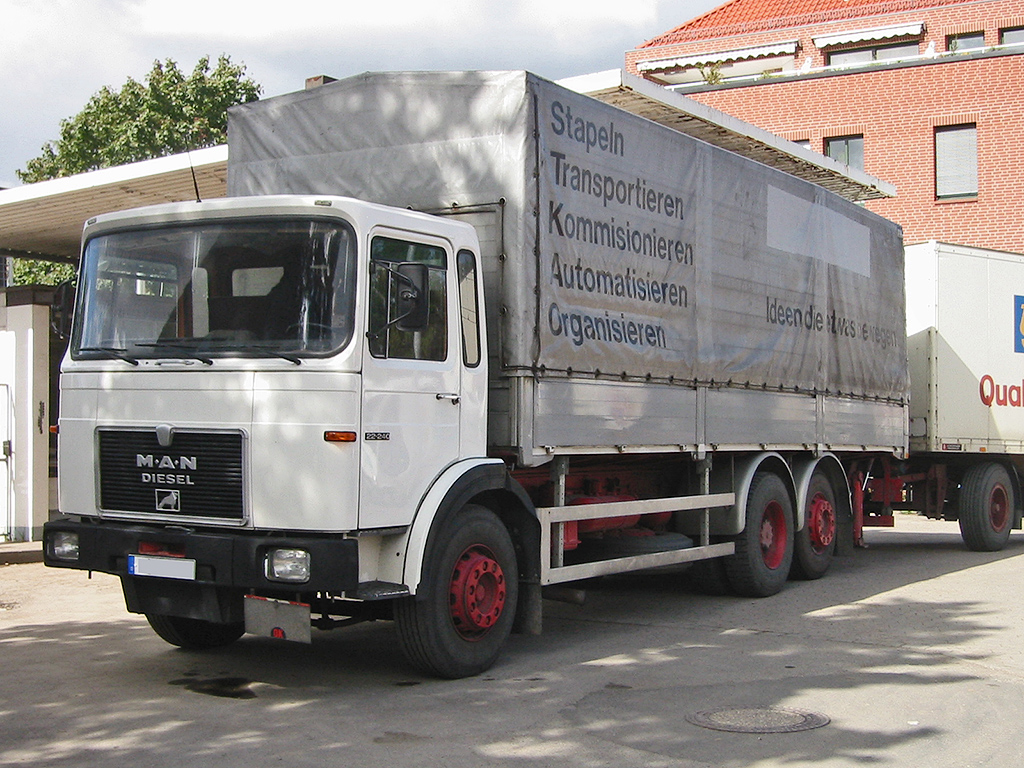
MAN F8

## F8 | 1974-1983
De F8 kreeg een licht gemodificeerde cabine, herkenbaar daaraan dat de chromen strepen aan weerszijden van de cabine verdwenen. De grille werd voorzien van de zogenaamde Büssing-leeuw, nadat MAN de firma Büssing had overgenomen. 
In 1979 kwam er een update, waarbij de motoren middels een speciaal inlaattraject extra lucht aanzuigt en een turbo. Daardoor steeg het vermogen en daalde het verbruik. Mede hierdoor wist MAN voor de tweede keer de prijs truck van het jaar te winnen.

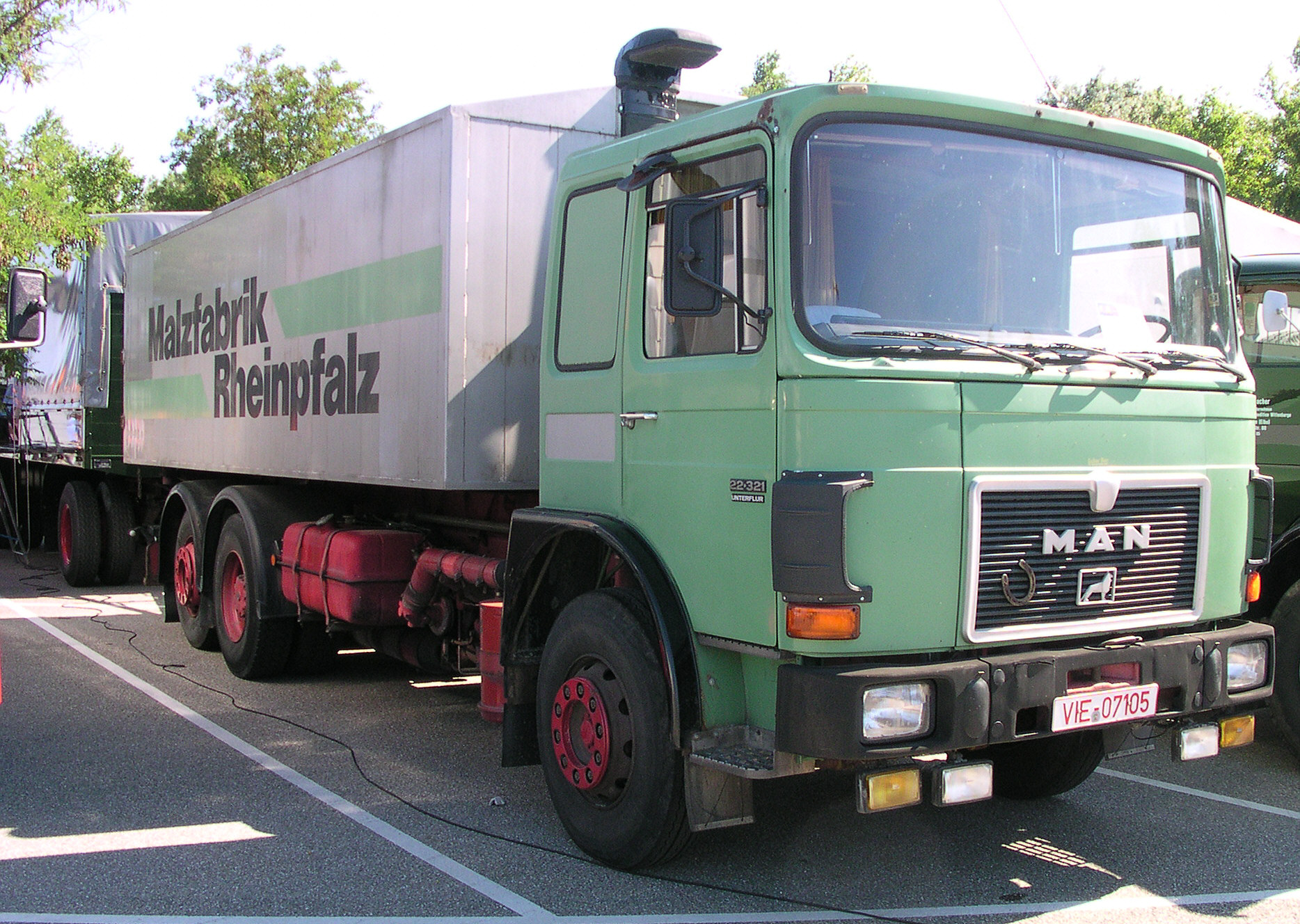
MAN F9

## F9 | 1983-1994
De in 1983 geïntroduceerde facelift is herkenbaar aan een kunststof bumper en grotere koplampen.

## Licentie
De MAN F7, F8 en F9 werden ook in licentie geproduceerd door andere fabrikanten. 

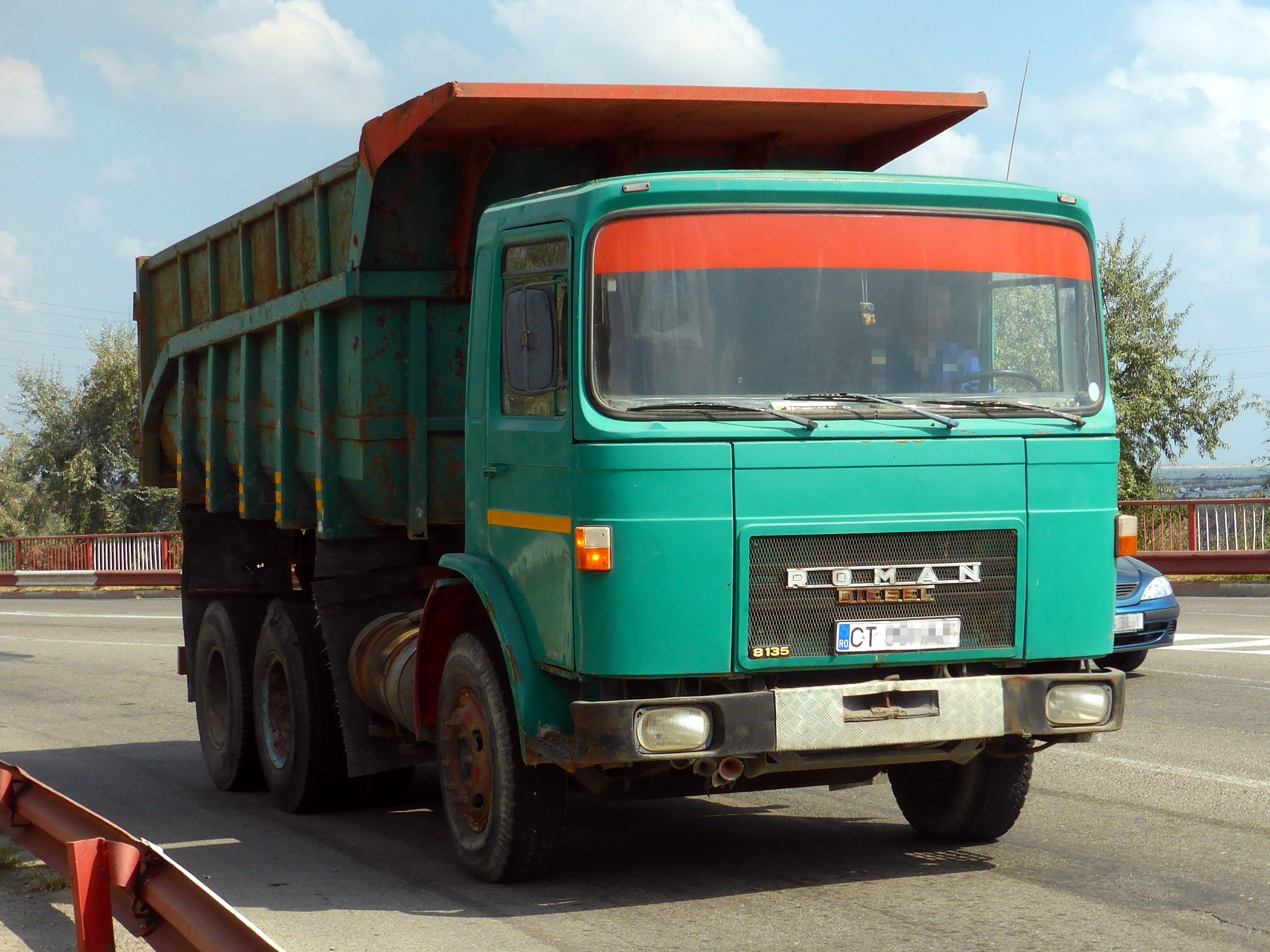
Roman

### Roman
Het Roemeense Roman bouwde de MAN in licentie. Na verloop van tijd werd het Roemeense aandeel steeds groter. Soms werd de merknaam DAC gebruikt.

### Hongyan
Hongyan verkreeg via Roman de MAN-cabine, onzeker is of MAN toestemming gaf.

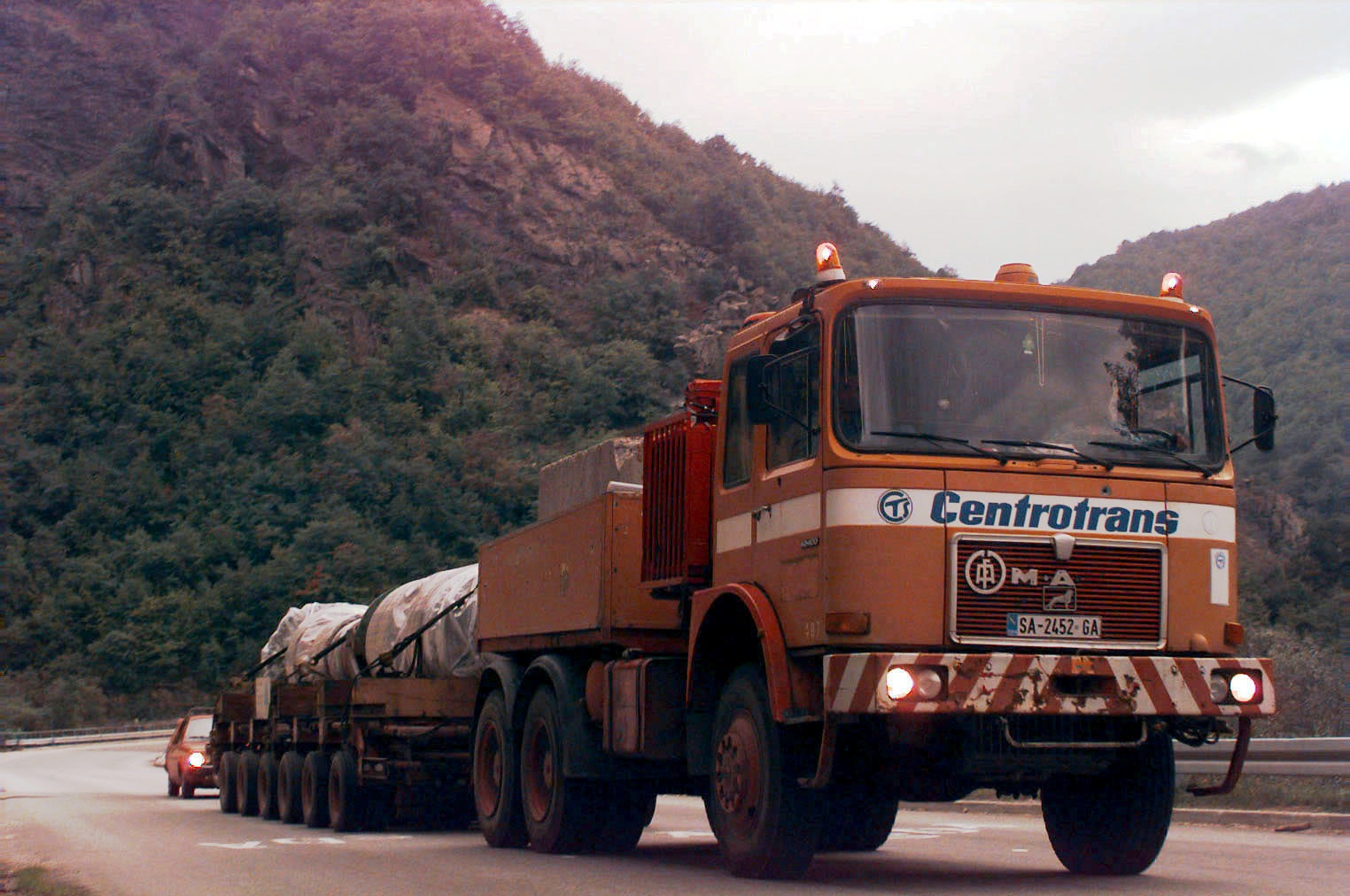
ÖAF

### ÖAF
MAN had ÖAF overgenomen, waardoor ÖAF ook MAN-motoren en -cabines gebruikte.

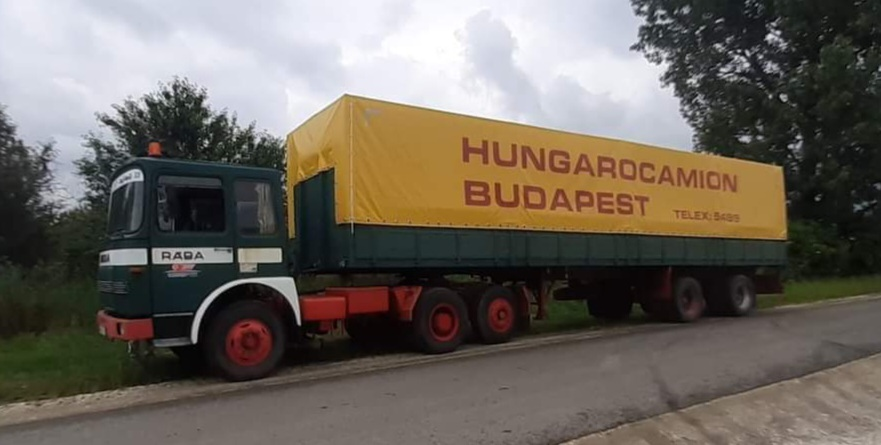
Rába

### Rába
Het Hongaarse Rába verkreeg de licentie voor de MAN F8 en produceerde deze aanvankelijk onveranderd. Later werden ook DAF-cabines en eigen motoren gebruikt.

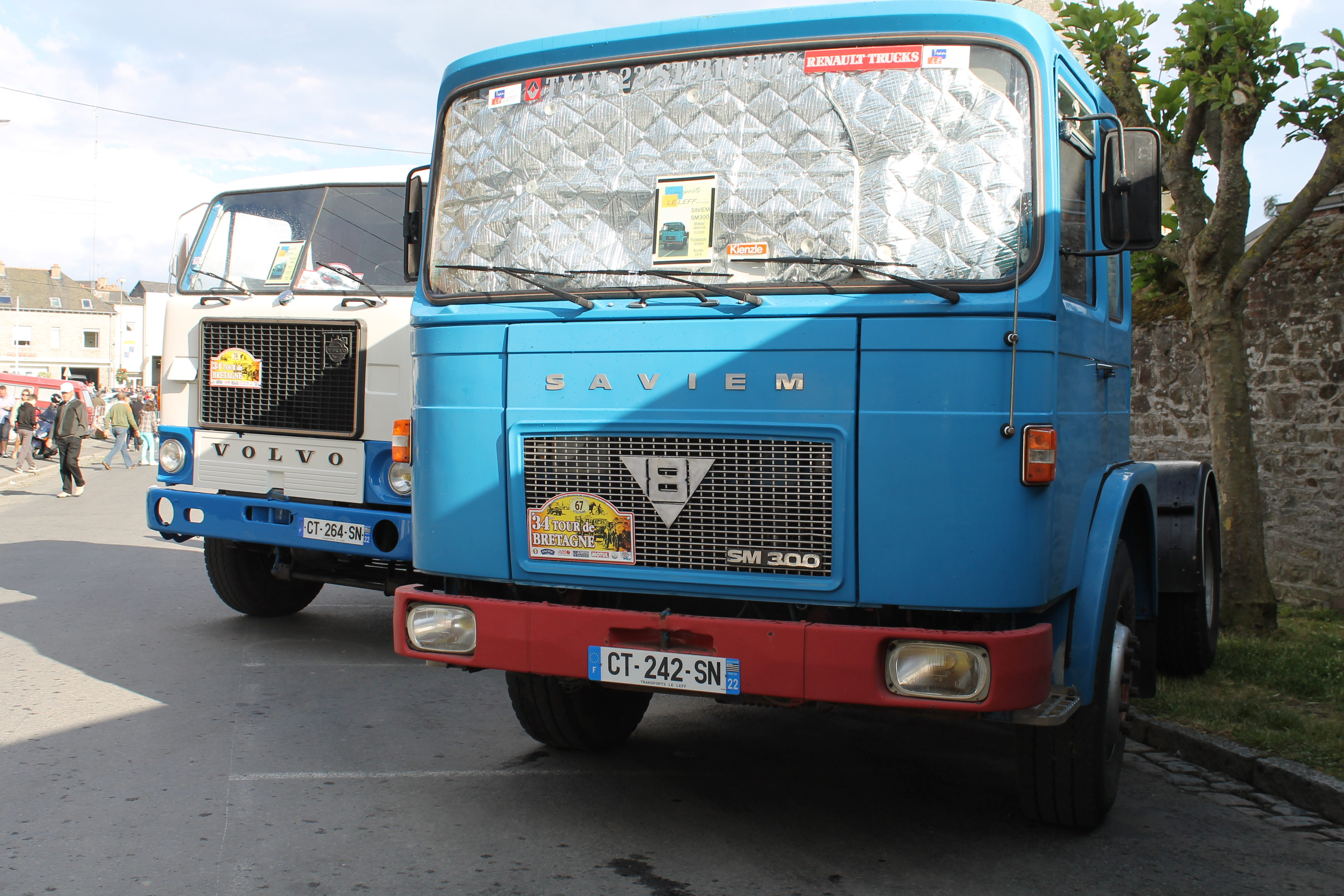
Saviem

### Saviem
Het Franse Saviem leverde MAN de cabines, kreeg in ruil daarvoor MAN-motoren. Daardoor leken de MAN- en Saviemvrachtwagens in die tijd op elkaar, hoewel ze wel verschilden. Saviem verkocht deze aanvankelijk als de Saviem SM, later als Saviem PS30, waarbij deze een andere grille kreeg en daarmee een meer uniek "gezicht".